# Stipagrostis prodigiosa
Stipagrostis prodigiosa là một loài thực vật có hoa trong họ Hòa thảo. Loài này được (Welw.) De Winter miêu tả khoa học đầu tiên năm 1963.